# Abborrtjärnen (Stavnäs socken, Värmland, 659362-132244)
Abborrtjärnen är en sjö i Arvika kommun i Värmland och ingår i Göta älvs huvudavrinningsområde.